# كهف فونج نها
كهف فونج نها هو كهف في متنزه فونك نها - كه بانغ القومي، أحد مواقع التراث العالمي لليونسكو في محافظة كوانغ بنه، فيتنام. يبلغ طوله 7729 مترًا ويحتوي على 14 كهفًا ونهرًا تحت الأرض يبلغ 13.969 مترًا. بينما قام العلماء بمسح 44.5 كيلومترًا من الممرات، يُسمح للسائحين باستكشاف أول 1500 متر فقط.

## وصلات خارجية
- Phong Nha Cave in Phong Nha-Ke Bang National Park
- Phong Nha Cave
- UNESCO 951
- Phong Nha-Kẻ Bàng National Park Official Website